# Villeneuve-Loubet
Villeneuve-Loubet er en by ved Rivieraen i departementet Alpes-Maritimes i det sydøstlige Frankrig. Byen ligger mellem Cagnes-sur-Mer og Antibes, ved den lille flod Loups udløb i Middelhavet. Byen har ca. 15.000 indbyggere.
Villeneuve-Loubet er oprindeligt to små byer, Loubet ved havet og Villeneuve inde i landet, der nu er vokset sammen. Byens indbyggere kaldes Villeneuvois / Villeneuvoises

## Turisme og andre erhverv
Villeneuve-Loubet er en moderne bade- og ferieby med egen marina og tilhørende lejlighedskompleks. Byen har endvidere et stort erhvervsområde med især teknologiske virksomheder.

## Kendte bysbørn
Den verdensberømte kok, gastronom, restaurantchef og kogebogsforfatter Auguste Escoffier er født i byen.
Villeneuve-Loubet var fra 1920 hjemby for Maréchal Philippe Pétain (1856–1951), krigshelt fra 1. Verdenskrig, der blev leder af den tyskvenlige Vichy-regering under 2. Verdenskrig. Pétain blev dømt til døden i 1945 for forræderi; dette blev senere omstødt til livstid af Præsident Charles de Gaulle.